# Sándor János (karmester)
Sándor János (Budapest, 1933. június 7. – Victoria, 2010. május 14.) karmester. Működésének fontos része volt az ifjúsági zenekarok létrehozása, nevelése. Irányíta idején vált  hivatásos együttessé a Győri Filharmonikus Zenekar.

## Élete
1948 és 1952 között az Állami Zenekonzervatórium ütőhangszer szakán Roubal Rezső és Schwarz Oszkár növendéke volt. Még a végzés előtt, 1951-ben a Magyar Rádió Szimfonikus Zenekarának timpanistája (később első timpanistája) lett. Ezzel párhuzamosan, 1952 és ’59 között elvégezte a Zeneakadémia karvezetés szakát (Vásárhelyi Zoltán) és karmesterképzőjét (Kórodi András, Somogyi László). 1960–61-ben 
Sergiu Celibidachénál további dirigensi tanulmányokat folytatott a sienai Accademia Chigianán. 1961-ben megvált a rádió együttesétől, és a győri zenekarnál, valamint a Pécsi Nemzeti Színházban megkezdődött karmesteri pályafutása. Az operatagozat mellett a Pécsi Balett előadásainak is zenei vezetője volt 1964-ig. 1967-től a Győri Filharmonikus Zenekar zeneigazgatója, ami a következő évben lett hivatásos orkeszterré. Az irányítást 1975-ben átadta Jancsovics Antalnak, és a budapesti Operához szerződött balettkarmesternek. 1986 és ’89 között a Színház- és Filmművészeti Főiskola zenei tanszékének vezetője volt.
Az 1960-as években alapító tagja volt a Jeunesses Musicales (Ifjú Zenebarátok) magyarországi klubhálózatának. Pécsett ifjúsági nyári táborokat szervezett, de vendégkarmester volt a kanadai, svájci, skóciai társszervezetek rendezvényein is. 1974-től tizenöt éven át a gálaestek irányítója volt a banffi Kanadai Ifjúsági Zenekarok Fesztiváljának. 1989-ben Budapesti Multisinfonietta néven alakított együttest. 
1991-ben áttelepült a kanadai Victoriába, de hazai kapcsolatai nem szakadtak meg. Vezényelte a victoriai, edmontoni, a CBC vancouveri zenekarát, egy San Diegó-i együttest. 1995-től a University of Victoria „artist-in-residence”-e, zeneigazgatója, az egyetemi zenekar karmestere. 1996-tól haláláig a Greater Victoria Youth Orchestra zeneigazgatója volt. Itt is komoly eredményeket ért el az együttes nevelésében, színvonalának emelésében.

## Díjai, elismerései
- 1957 – a besançon-i karmesterverseny III. helye
- 1967 – Liszt Ferenc-díj
- 1973 – érdemes művész